# Старомихайловка
Старомиха́йловка (укр. Старомихайлівка) — посёлок в Марьинском районе. Находится под контролем самопровозглашённой Донецкой Народной Республики.

## География
Через Старомихайловку протекает река Безымянная.
Рядом со Старомихайловкой находится энтомологический заказник местного значения «Старомихайловский».

## История
Селение Михайловка было основано в 1747 году. Основатель — Михаил Моцагор..
27 октября 1938 года Старомихайловка получила статус посёлка городского типа.
В советское время в селе действовал колхоз имени Красной Армии (ранее — имени XVIII партсъезда) Марьинского района. в этом колхозе трудилась Герой Социалистического Труда Елизавета Николаевна Острожна.
В январе 1989 года численность населения составляла 6135 человек.
По состоянию на 1 января 2013 года численность населения составляла 5411 человек.
После начала весной 2014 года вооружённого конфликта на востоке Украины посёлок оказался в зоне боевых действий.
После стабилизации линии фронта в начале 2015 года к западу, северо-западу и северу от посёлка проходит линия разграничения сил в Донбассе (см. Второе минское соглашение). Поселок регулярно подвергается обстрелам, ведущих к гибели мирных жителей и разрушению жилой инфраструктуры.

## Экономика
В Старомихайловке есть песчаный карьер и кирпичный завод.

## Транспорт
В пяти километрах от Старомихайловки находится станция Донецкой железной дороги «Красногоровка», расположенная на линии Рутченково — Покровск. В 4 км от села имеется платформа Старомихайловка, бывшая станция, в народе раньше называлась «Разбитая».

## Известные люди
Жители Старомихайловки Василий Маркович Жильцов и Александр Абрамович Удодов удостоились звания «Герой Советского Союза».
Житель села Г. Т. Капран — участник штурма Зимнего дворца. Уроженцами Старомихайловки являются кандидаты филологических наук В. В. Костенко и П. Д. Павлий, кандидат экономических наук В. А. Птущенко.

## Достопримечательности
В Старомихайловке находится Покровский храм РПЦ (УПЦ МП), получивший повреждения в ходе Конфликта на востоке Украины.
В 1967 году в центре поселка установлена мемориальная доска в честь «воинов — земляков, погибших в борьбе против немецко — фашистских захватчиков».